# Mistrzostwa Świata w Łucznictwie Polowym 2002
18. Mistrzostwa Świata w Łucznictwie Polowym odbyły się w dniach 10-14 września 2002 w Canberze w Australii. Zawodniczki i zawodnicy startowali w konkurencji łuków klasycznych, gołych oraz bloczkowych. 

## Medaliści

### Kobiety
| Konkurencja:     | Złoto:                                                          | Srebro:                                                     | Brąz:                                                         |
| łuk klasyczny    | Laure Barczynski                                                | Cristina Ioratti                                            | Irene Franchini                                               |
| łuk goły         | Reingild Linhart                                                | Monika Jentges                                              | Trish Lovell                                                  |
| łuk bloczkowy    | Cathèrine Pellen                                                | Karin Teghammar                                             | Anne Laurila                                                  |
| zawody drużynowe | Szwecja · Charlotte Lofastedt · Petra Eriksson · Ulrika Sjöwall | Austria · Reingild Linhart · Petra Friedl · Elisabeth Grube | Australia · Marianne Gale · Madeleine Ferris · Deonne Bridger |

### Mężczyźni
| Konkurencja:     | Złoto:                                                       | Srebro:                                                       | Brąz:                                                        |
| łuk klasyczny    | Michele Frangilli                                            | Sebastian Rohrberg                                            | Alan Wills                                                   |
| łuk goły         | Martin Ottosson                                              | Twan Cleven                                                   | Danielle Bellotti                                            |
| łuk bloczkowy    | Dave Cousins                                                 | Chris White                                                   | Stephane Dardenne                                            |
| zawody drużynowe | Szwecja · Göran Bjerendal · Morgan Lundin · Matthias Larsson | Niemcy · Ladislav Voboril · Peter Penner · Sebastian Rohrberg | Włochy · Danielle Bellotti · Mario Ruele · Michele Frangilli |

## Klasyfikacja medalowa
| Lp. | Państwo           | Złoto | Srebro | Brąz | Razem |
| 1.  | Szwecja           | 3     | 1      | 0    | 4     |
| 2.  | Francja           | 2     | 0      | 1    | 3     |
| 3.  | Włochy            | 1     | 1      | 3    | 5     |
| 4.  | Austria           | 1     | 1      | 0    | 2     |
| 5.  | Stany Zjednoczone | 1     | 0      | 0    | 1     |
| 6.  | Niemcy            | 0     | 3      | 0    | 3     |
| 7.  | Wielka Brytania   | 0     | 1      | 2    | 3     |
| 8.  | Holandia          | 0     | 1      | 0    | 1     |
| 9.  | Australia         | 0     | 0      | 1    | 1     |
| 9.  | Finlandia         | 0     | 0      | 1    | 1     |